# وینچنزو برنا
 وینچنزو برنا (انگلیسی: Vincenzo Brenna؛ ۲۰ اوت ۱۷۴۷ – ۱۷ مهٔ ۱۸۲۰) یک نقاش، و معمار اهل ایتالیا بود.

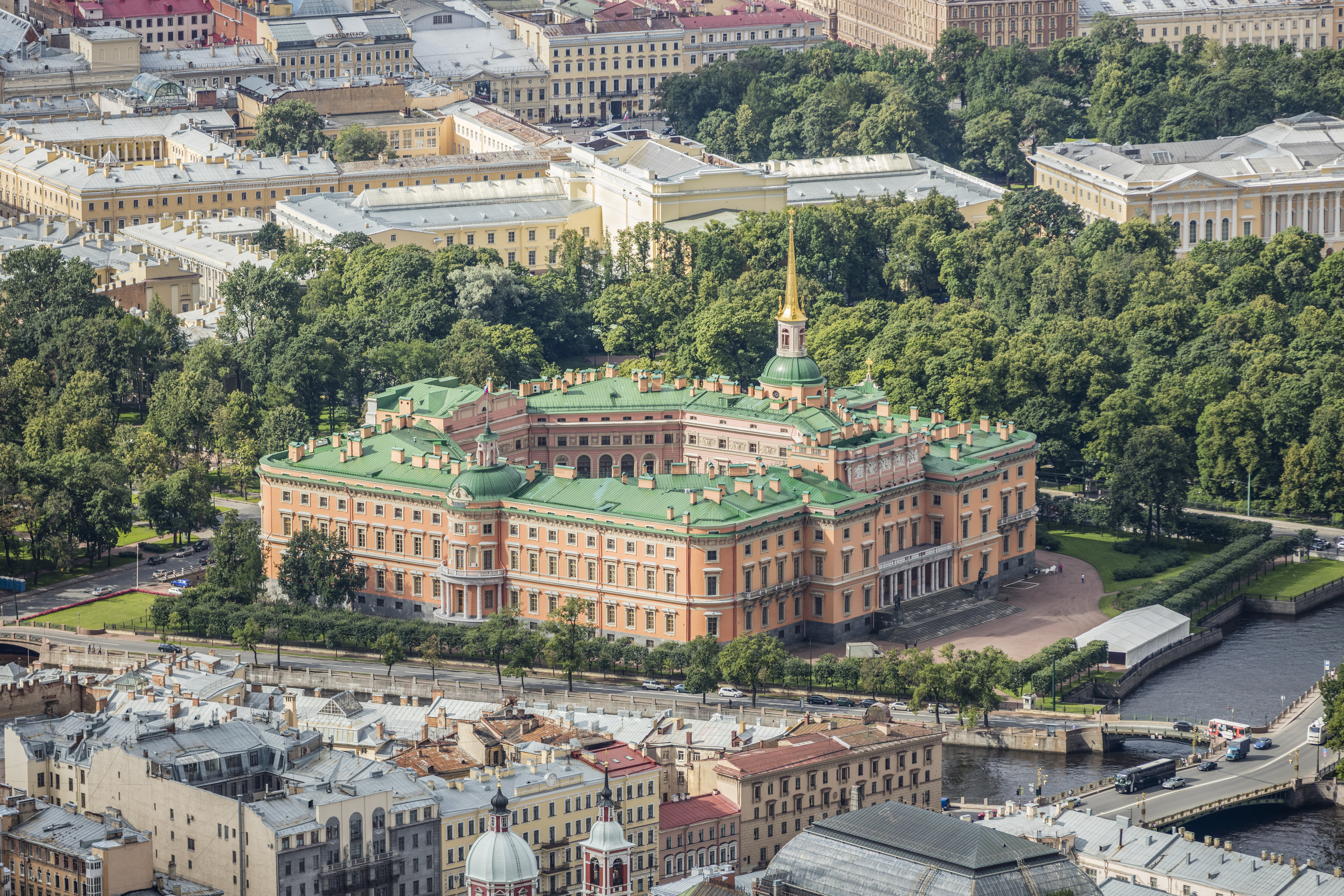
قلعه سنت مایکل یک اقامتگاه سلطنتی سابق در مرکز تاریخی شهر سن پترزبورگ، روسیه است. قلعه سنت مایکل به عنوان اقامتگاه امپراتور پاول یکم روسیه توسط معماران وینچنزو برنا و واسیلی باژنوف در سال‌های ۱۷۹۷–۱۸۰۱ ساخته شد. این نام‌گذاری به خاطر سنت مایکل قدیس حامی خانواده رومانوف انجام شده است. این قلعه از هر طرف متفاوت به نظر می‌رسد، زیرا معماران از نقوش سبک‌های مختلف معماری مانند کلاسیک فرانسه، رنسانس ایتالیایی و گوتیک استفاده کرده‌اند.